# Zaïre ebolavirus
Het Zaïre ebolavirus (EBOV) is een soort van virussen behorend tot het geslacht ebolavirus, dat samen met het geslacht Marburgvirus de familie van de filoviridae vormt. Het is het oudst bekende ebolavirus en tevens de dodelijkste met een letaliteit van circa 80-90%.
Bij primaten en mensen veroorzaakt het virus ebola. Patiënten overlijden vaak als gevolg van hevige bloedingen en multiorgaanfalen.

## Nomenclatuur
De naam Zaïre ebolavirus is afgeleid van Zaïre, het land waar de soort ontdekt is, en de taxonomische suffix ebolavirus. De soort werd in 1998 geïntroduceerd als Zaire Ebola virus. In 2002 werd de naam veranderd naar Zaïre ebolavirus.